# Чеботаев, Вениамин Павлович
Вениамин Павлович Чеботаев (1938—1992) — советский учёный-физик. Академик РАН.

## Биография
Окончил приборостроительный факультет Новосибирского электротехнического института (НЭТИ) (1960).
В Сибирском отделении с 1960 года.
В 1960—1964 годах — в Институте радиоэлектроники СО АН СССР, в 1964—1974 — в Институте физики полупроводников СО АН СССР, с 1974 года — заместитель директора Институтa теплофизики СО АН СССР (Новосибирск). Директор Института лазерной физики СО РАН (с 1991).
Профессор Новосибирского электротехнического института.

## Научные интересы
Исследования по квантовой электронике и лазерной физике, в частности, получению узких резонансов. Является одним из создателей нового направления спектроскопии — нелинейной лазерной спектроскопии сверхвысокого разрешения. Им предложены и реализованы её основные методы, такие, как метод насыщенного поглощения, метод двухфотонного поглощения без отдачи, метод разнесенных оптических полей и др., которые позволили увеличить разрешающую способность традиционной спектроскопии на 6 — 7 порядков.
В 1967 г. совместно с В. С. Летоховым и В. Н. Лисицыным предложил один из эффективных методов стабилизации частоты газовых лазеров — метод внутрирезонаторной нелинейно-поглощающей ячейки. В 1970 г. предсказал узкие двухфотонные резонансы. Создал стабильные по частоте лазеры и стандарт времени, разработал новые типы перестраиваемых лазеров и спектрометров инфракрасного и ультрафиолетового диапазонов. Выполнил прецизионные эксперименты по наблюдению квантовых и релятивистских оптических эффектов.
В. П. Чеботаевым предложен и под его руководством выполнен большой цикл работ по теории резонансного взаимодействия оптических полей с газом. Выяснена роль эффектов населенности уровней и когерентных эффектов в сильных полях лазерного излучения. Получены интересные результаты в области атомных столкновений: измерены сечения упругого рассеяния в газе низкого давления методами лазерной спектроскопии. Предложен и реализован метод разнесенных оптических полей, который является оптическим аналогом метода Рамзи в радиодиапазоне. Экспериментально продемонстрировано когерентное излучение в разнесенных оптических полях, что закладывает основы нового направления физики — атомно-оптической интерферометрии.
Под его руководством разработаны оптические методы регистрации малых смещений (~10-16 см) с использованием высокостабильных лазеров, что явилось основой для разработки оптических датчиков для детектирования гравитационных волн. Им предсказано образование кристаллических структур ионов при охлаждении ионов в ловушке. Высказаны соображения о возможности создания γ-лазера с использованием ВКР на ядерных переходах.

## Награды и звания
Орден Трудового Красного Знамени (1988)
Премия Таунса Американского Оптического общества. 
Премия Гумбольдта. 
Ленинская премия (совместно с Владленом Летоховым, за 1978 год) — за цикл работ по нелинейным узким резонансам в оптике и их применению.
Член-корреспондент АН СССР c 29.12.1981 г. по отделению общей физики и астрономии.
Академик РАН c 11.06.1992 г. по отделению общей физики и астрономии (физика).

## Труды
- «Принципы нелинейной лазерной спектроскопии» (1975; в соавт. с В. С. Летоховым)
- «Nonlinear Laser Spectroscopy» (1977)
- «Нелинейная лазерная спектроскопия» (1990)
- «Superhigh Resolution Spectroscopy» (in Laser Handbook, 1985).

## Память

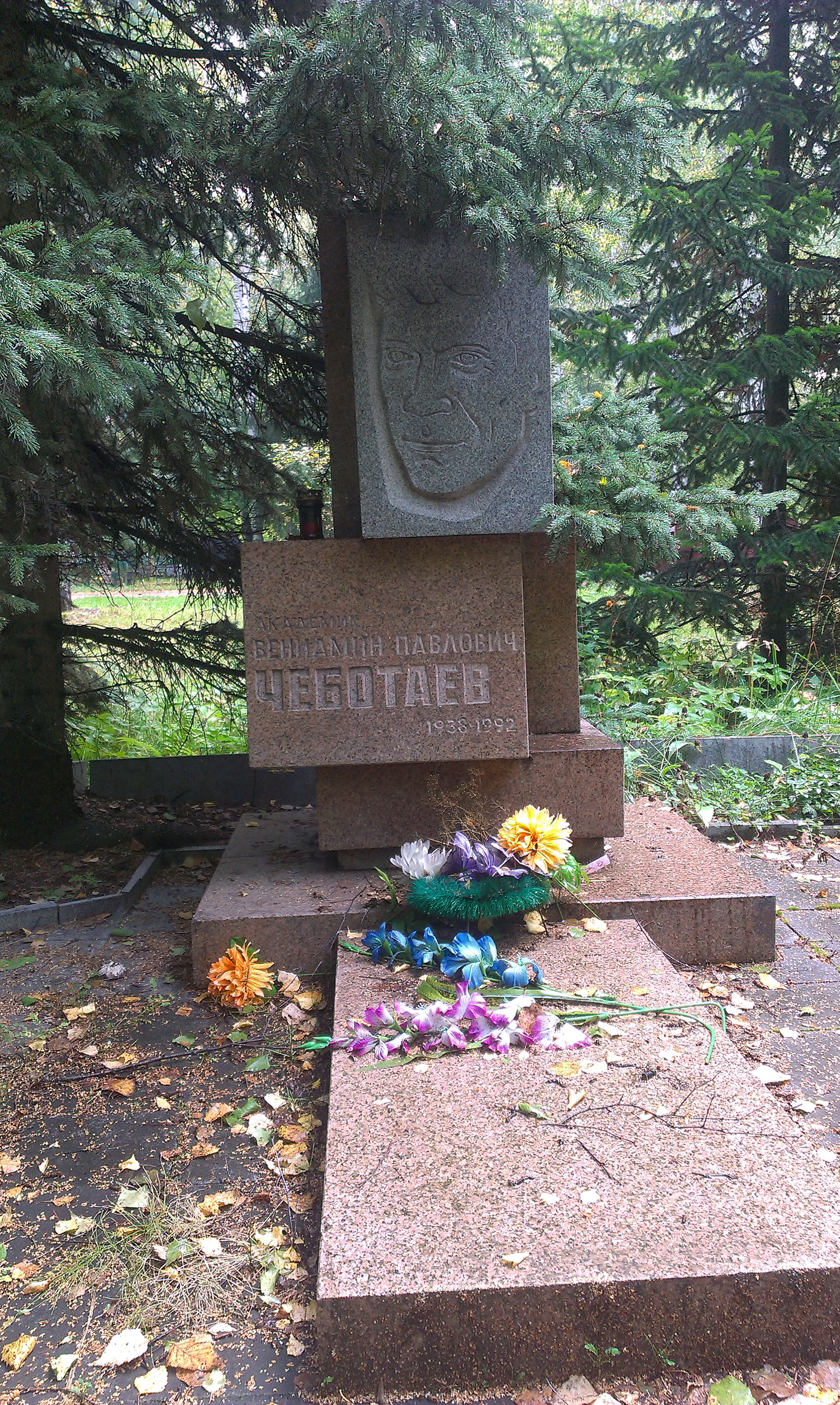
могила В. Чеботаева на Южном кладбище

Похоронен в Новосибирске, на Южном кладбище.
В память об академике В. П. Чеботаеве учреждена именная премия для молодых ученых СО РАН.
К 60-летию со дня рождения В. П. Чеботаева на здании Института лазерной физики СО РАН открыта мемориальная доска.